# Burmagomphus v-flavum
Burmagomphus v-flavum är en trollsländeart som beskrevs av Fraser 1926. Burmagomphus v-flavum ingår i släktet Burmagomphus och familjen flodtrollsländor. IUCN kategoriserar arten globalt som otillräckligt studerad. Inga underarter finns listade i Catalogue of Life.